# تگزاس بلوز
تگزاس بلوز (انگلیسی: Texas blues) زیرسبکی از موسیقی بلوز است که در تگزاس پا گرفت. این شیوه بیش از سایر گونه‌های بلوز از موسیقی‌های جاز و سوینگ متأثر است.